# Maud Rosenbaum
Maud Rosenbaum, née le 13 janvier 1902 à Chicago et morte le 3 mai 1981 à New York, est une joueuse de tennis américaine, naturalisée italienne, des années 1920 et années 1930. Elle est également connue sous ses noms de femme mariée Baronne Maud Levi et Maud Blumenthal.
Elle se dédie initialement à l'athlétisme et participe aux Jeux mondiaux féminins de 1922. Elle se consacre ensuite plus spécifiquement au tennis et remporte plusieurs compétitions en Italie. Elle retourne aux États-Unis en 1930 et devient une des principales joueuses sur le circuit américain, atteignant les demi-finales de l'US National 1930.

## Biographie

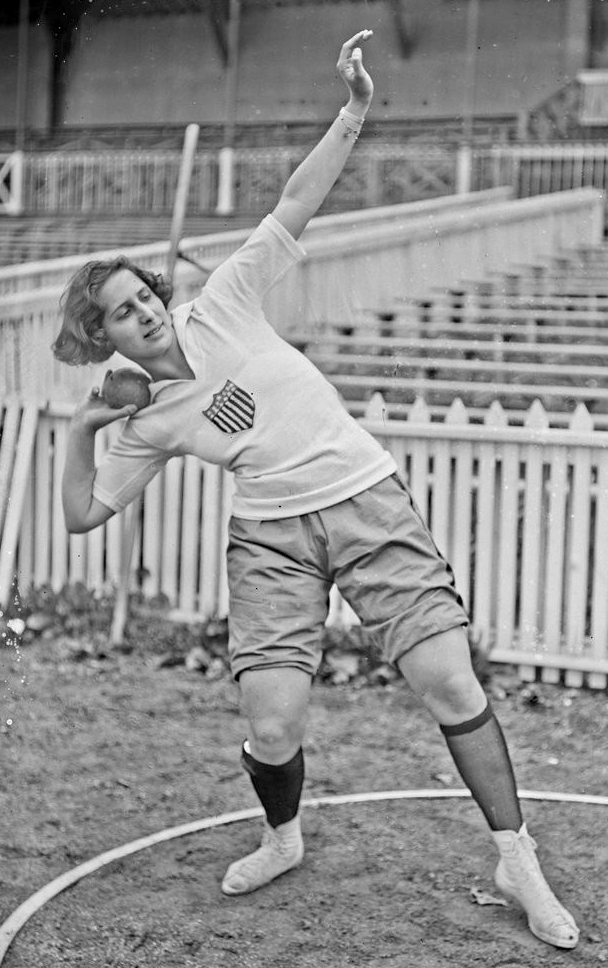
Maud Rosenbaum aux Jeux mondiaux féminins de 1922.

Maud Rosenbaum est la fille de Emanuel Frank Rosenbaum, un fabricant de chaussures de Chicago et de Maud Yondorf. Elle fréquente plusieurs écoles aux États-Unis (notamment l'Oaksmere School à New Rochelle) et en Europe. Elle participe aux Jeux mondiaux féminins de 1922. Excellant aussi bien en course qu'en lancer de javelot, c'est finalement sur le lancer du poids qu'elle se distingue en remportant une médaille de bronze. Lors de son passage au tournoi de la Villa d'Este en 1922, un journaliste note l'efficacité de son jeu au filet, son bon service mais aussi un mauvais placement.
Elle épouse en 1927 le Baron italien Giacomo Giorgio Levi (beau-frère de Louis Louis-Dreyfus) à la Grande synagogue de Paris et part s'installer en Italie. Maud Rosenbaum Levi remporte le championnat national de tennis en simple de 1927 à 1929. Durant cette période, elle est également l'entraineuse des équipes olympiques féminines italiennes de basketball, de course à pied et d'hockey. Elle décide retourner aux États-Unis en 1930 et de participer aux circuits américains de tennis. La joueuse italo-américaine réussit à atteindre les demi-finales de l'US National en 1930 dès sa première participation.
Elle divorce de son mari italien en 1934 et épouse en 1935 H. Walter Blumenthal, un courtier en bourse de New York. Elle atteint les quarts de finales de l'US National 1934 après une victoire sur l'ancienne vainqueur du tournoi Betty Nuthall au second tour,. En 1935, la joueuse fait les titres de plusieurs journaux après avoir porté des accusations de discrimination contre la Fédération de tennis des États-Unis lorsqu'elle n'a pas été placée comme tête de série à US National 1935 alors qu'elle était classée au rang n°5 du classement américain.
Maud Rosenbaum Blumenthal décède le 3 mai 1981 à New York à l'âge de 79 ans.
Maud Rosenbaum est la première joueuse italienne à atteindre les demi-finales d'un tournoi du Grand Chelem en simple. Sa performance ne sera dépassée par une autre joueuse italienne qu'en 2010 lorsque Francesca Schiavone remporte le tournoi Roland-Garros.

## Parcours en Grand Chelem

### En simple dames
| Année | Championnat d'Australie | Championnat d'Australie | Internationaux de France | Internationaux de France | Wimbledon | Wimbledon | US National     | US National    |
| ----- | ----------------------- | ----------------------- | ------------------------ | ------------------------ | --------- | --------- | --------------- | -------------- |
| 1925  | -                       | -                       | 2e tour (1/16)           | Kitty McKane             | -         | -         | -               | -              |
| 1926  | -                       | -                       | -                        | -                        | -         | -         | -               | -              |
| 1927  | -                       | -                       | 1re tour (1/32)          | Simonne Mathieu          | -         | -         | -               | -              |
| 1928  | -                       | -                       | -                        | -                        | -         | -         | -               | -              |
| 1929  | -                       | -                       | -                        | -                        | -         | -         | -               | -              |
| 1930  | -                       | -                       | -                        | -                        | -         | -         | Demi-finale     | Anna Harper    |
| 1931  | -                       | -                       | -                        | -                        | -         | -         | 1re tour (1/32) | V. Hilleary    |
| 1932  | -                       | -                       | -                        | -                        | -         | -         | -               | -              |
| 1933  | -                       | -                       | -                        | -                        | -         | -         | 3e tour (1/8)   | Mary Heeley    |
| 1934  | -                       | -                       | -                        | -                        | -         | -         | Quart de finale | Dorothy Andrus |
| 1935  | -                       | -                       | -                        | -                        | -         | -         | 1re tour (1/32) | Helen Jacobs   |
| 1936  | -                       | -                       | -                        | -                        | -         | -         | -               | -              |
| 1937  | -                       | -                       | -                        | -                        | -         | -         | 2e tour (1/16)  | Freda James    |
| 1938  | -                       | -                       | -                        | -                        | -         | -         | -               | -              |
| 1939  | -                       | -                       | -                        | -                        | -         | -         | -               | -              |
| 1940  | -                       | -                       | -                        | -                        | -         | -         | 2e tour (1/16)  | Helen Bernhard |

À droite du résultat, l’ultime adversaire.